# Ypthima ganus
Ypthima ganus är en fjärilsart som beskrevs av Hans Fruhstorfer 1911. Ypthima ganus ingår i släktet Ypthima och familjen praktfjärilar. Inga underarter finns listade i Catalogue of Life.